# Pueblo portugués
El pueblo portugués (en portugués: povo português) es una etnia románica originaria de Portugal, Estado soberano ubicado en la península ibérica, que comparte una cultura y un idioma de origen latino: el portugués. Su religión predominante es el cristianismo, en su vertiente católica, aunque vastos segmentos de la población, especialmente las generaciones más jóvenes, no tienen afiliación religiosa. Comparte geografía, historia y afinidades culturales, lingüísticas, religiosas y socioeconómicas con algunos pueblos peninsulares.

## Historia
Históricamente, la herencia del pueblo portugués incluye a los preceltas y celtas (celtíberos, lusitanos, galaicos, oestrimnios, túrdulos y célticos).
La República Romana conquistó la península ibérica durante los siglos II y I a. C. Del extenso imperio marítimo de Cartago durante la serie de guerras Púnicas. Como resultado de la colonización romana, la mayoría de los idiomas locales provienen del latín vulgar.
Luego de los romanos, los escandinavos y las tribus germánicas migratorias como los suevos, los vándalos, los visigodos (occidentales góticos) y los buri que se asentaron en lo que hoy es Portugal. Gran parte del medievo su territorio estuvo dominado por los musulmanes con Al Ándalus y por la posterior reconquista cristiana.
Debido a la gran extensión histórica durante el siglo XVI del Imperio portugués y la subsiguiente colonización de territorios en Asia, África y América, así como la emigración histórica y reciente, las comunidades portuguesas se pueden encontrar en muchas regiones diversas en todo el mundo.
Los portugueses inauguraron la Era de la Exploración que comenzó en 1415 con la conquista de Ceuta y culminó en un imperio con territorios que ahora forman parte de más de 50 países. El Imperio portugués duró casi 600 años, al ver su final cuando Macao fue devuelta a China en 1999. El descubrimiento de varias tierras desconocidas para los europeos en América, África, Asia y Oceanía (suroeste del océano Pacífico) ayudó a allanar el camino para la modernidad, globalización y dominación de la civilización occidental.

### Romanización
Desde 193 a. C., los lusitanos habían estado luchando contra Roma y su expansión a la península tras la derrota y ocupación de Cartago en el norte de África. Se defendieron valientemente durante años, causando graves derrotas a los invasores romanos. En 150 a. C., fueron derrotados por el Pretor Servius Galba: saltando una trampa inteligente, mató a 9,000 lusitanos y luego vendió 20,000 más como esclavos más al noreste en las provincias romanas recién conquistadas en la Galia (Francia moderna) por Julio César. Tres años más tarde (147 a. C.), Viriato se convirtió en el líder de los lusitanos y dañó gravemente el gobierno romano en Lusitania y más allá. En el 139 a. C. Viriato fue traicionado y asesinado mientras dormía por sus compañeros (que habían sido enviados como emisarios a los romanos), Audax, Ditalcus y Minurus, sobornados por Marcus Popillius Laenas. Sin embargo, cuando Audax, Ditalcus y Minurus regresaron para recibir su recompensa de los romanos, el cónsul Servilius Caepio ordenó su ejecución, declarando que «Roma no paga a los traidores».
Después del gobierno de Viriato, los lusitanos se romanizaron en gran medida, adoptando la cultura romana y la lengua latina. Las ciudades lusitanas, de manera similar a las del resto de la península romano-ibérica, finalmente obtuvieron el estatus de «Ciudadanos de Roma». La lengua portuguesa en sí es una evolución posterior local de la lengua romana, latín después de la caída del Imperio Romano Occidental en los siglos quinto y sexto.

## Diáspora

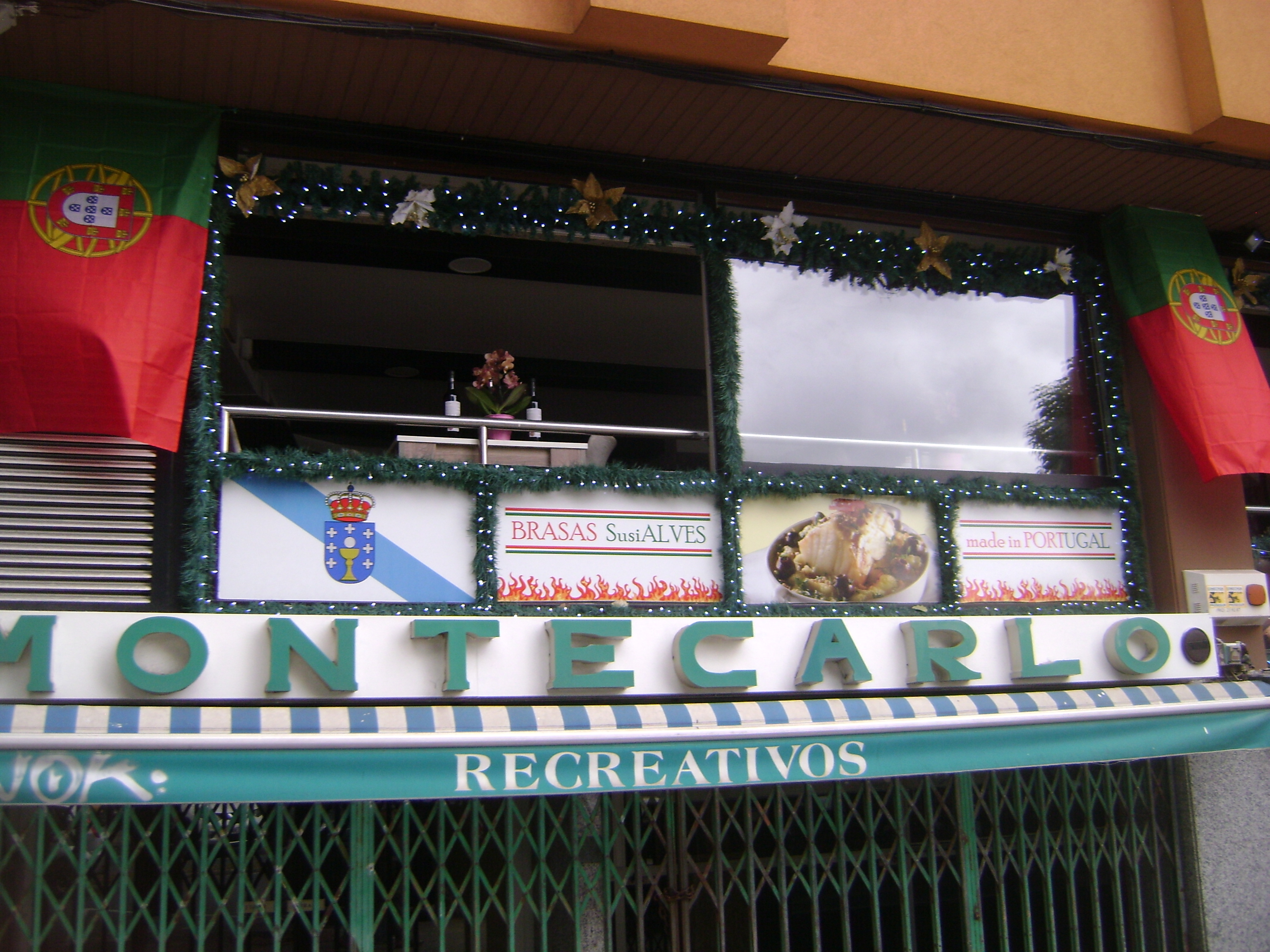
Restaurante portugués en Oleiros (Galicia, España).

Portugal ha sido tradicionalmente una tierra de emigración: Dado que el proceso de expansión imperial y la colonización, a través de la liquidación de las islas del Atlántico, la colonización de Brasil, donde la mayoría de la población es ascendencia portuguesa; y la dispersión en otras partes del Imperio (donde Alumni comunidades de origen portugués parcialmente, cultural y demicamente - como en Goa Católica Goans, Ceilán portugués Burgueses, Malaca y Macao el Cristang los Macaenses; adición de élite portugués o mixta en las colonias africanas y en Timor); la emigración económica a Brasil ya durante el siglo XIX y primera mitad del XX, así como, en menor medida, a otras regiones de América (Estados Unidos de América, Canadá, Caribe, Hawái); la emigración económica y política a partir de 1960, esencialmente para los países más desarrollados de Europa Occidental (Suiza, Alemania, Francia y Luxemburgo), así como la emigración para Sudáfrica, Venezuela, Estados Unidos y Canadá. Todos estos fueron los procesos que produjeron la existencia de comunidades portuguesas fuera de Portugal. Por supuesto, con el paso del tiempo y las generaciones, aquellos que inicialmente eran cese portuguesa ser, convirtiéndose estadounidenses, canadienses, sudafricanos, brasileños, venezolanos, francés, Australia, etc. A pesar de que, en el contexto de las diferencias étnicas de estos países se pueden clasificar como «portuguesa» (portugués-americanos, portugués-brasileño, portugués y francés, etc.). Sin embargo, las comunidades de la diáspora portuguesa a menudo se sienten un fuerte vínculo a la tierra de sus antepasados, su idioma, su cultura y sus platos nacionales y particularmente de bacalao.
Además de unos diez millones de residentes portugueses en Portugal, se supone que hay casi cinco millones más en todo el mundo, ya sea de primera generación o descendientes portugueses más nuevos, formando así un total de alrededor de quince millones de portugueses. Según datos de la Dirección General de Asuntos Consulares y Comunidades Portuguesas del Ministerio de Asuntos Exteriores portugués países con las comunidades portuguesas más grandes son, en orden ascendente de importancia demográfica, Francia, Brasil y los Estados Unidos (sin tener en cuenta, en el cálculo de luso-estadounidenses, que descienden de portugueses en diversos grados).